# Сребрист гибон
Сребристият гибон още вау вау (Hylobates moloch) е вид бозайник от семейство Гибони (Hylobatidae). Видът е застрашен от изчезване.

## Разпространение
Разпространен е в Индонезия (Ява).